# Wimpy
Wimpy è un marchio di una catena multinazionale di ristoranti fast food con sede a Johannesburg in Sudafrica.
Il nome si ispira a Poldo Sbaffini (Wimpy in inglese), gran divoratore di hamburger, personaggio dei fumetti e della serie animata di Braccio di Ferro.
La catena nacque nel 1934 negli Stati Uniti d'America a Chicago. Poi venne introdotta nel Regno Unito nel 1954 come Wimpy bar. Wimpy crebbe a circa 1500 ristoranti in decine di paesi prima di andare in declino con poche centinaia di ristoranti.
La sede principale fu rilocalizzata nel Regno Unito per poi essere trasferita in Sudafrica.